# Namibië op de Olympische Zomerspelen 1996
Namibië nam deel aan de Olympische Zomerspelen 1996 in Atlanta, Verenigde Staten. Het was de tweede opeenvolgende olympische deelname van het land uit zuidelijk Afrika, dat net als bij de voorgaande editie twee zilveren medailles (100 en 200 meter) behaalde dankzij sprinter Frankie Fredericks.

## Medailleoverzicht
| Sport    | Olympiër           | Onderdeel | Medaille |
| -------- | ------------------ | --------- | -------- |
| Atletiek | Frankie Fredericks | 100m (m)  | Zilver   |
| Atletiek | Frankie Fredericks | 200m (m)  | Zilver   |

## Resultaten en deelnemers

### Atletiek
| Olympiër           | Discipline   | Resultaat | Prestatie                                                                                            |
| ------------------ | ------------ | --------- | --- |
| Frankie Fredericks | 100m (m)     | Zilver    | serie 12: 1ste in 10,32 kwartfinale 3: 1ste in 9,93 halve finale 1: 1ste in 9,94 finale: 2de in 9,89 |
| Frankie Fredericks | 200m (m)     | Zilver    | serie 11: 1ste in 20,59 halve finale 2: 1ste in 19,98 finale: 2de in 19,68                           |
| Joseph Tjitunga    | marathon (m) | 76e       | 2:27.52                                                                                              |
|                    |              |           | |
| Elizabeth Mongudhi | marathon (v) | 59e       | 2:56.19                                                                                              |

### Boksen
| Olympiër       | Discipline | Resultaat | Prestatie                            |
| -------------- | ---------- | --------- | ------------------------------------ |
| Joseph Benhard | -48kg (m)  | 17e       | 1ste ronde: V van ESP Lozano: 2-10   |
| Sackey Shivute | -75kg (m)  | 17e       | 1ste ronde: V van AUS Crawford: 3-12 |

### Schietsport
| Olympiër       | Discipline           | Resultaat | Prestatie                                                                          |
| -------------- | -------------------- | --------- | ---------------------------------------------------------------------------------- |
| Friedhelm Sack | 10m luchtpistool (m) | 8e        | kwalificatie: 5de met 583 punten (98-95-96-99-98-97) finale: 8ste met 680,2 punten |

### Zwemmen
| Olympiër        | Discipline          | Resultaat | Prestatie               |
| --------------- | ------------------- | --------- | ----------------------- |
| Jörg Lindemeier | 100m schoolslag (m) | 35e       | serie 2: 4de in 1.05,50 |
|                 |                     |           |                         |
| Monica Dahl     | 50m vrije slag (v)  | 36e       | serie 3: 4de in 26,76   |
| Monica Dahl     | 100m vrije slag (v) | 32e       | serie 3: 5de in 57,95   |

Afghanistan · Albanië · Algerije · Amerikaanse Maagdeneilanden · Amerikaans-Samoa · Andorra · Angola · Antigua‑Barbuda · Argentinië · Armenië · Aruba · Australië · Azerbeidzjan · Bahama's · Bahrein · Bangladesh · Barbados · België · Belize · Benin · Bermuda · Bhutan · Bolivia · Bosnië en Herzegovina · Botswana · Brazilië · Britse Maagdeneilanden · Brunei · Bulgarije · Burkina Faso · Burundi · Cambodja · Canada · Centraal-Afrikaanse Republiek · Chili · China · Chinees Taipei · Colombia · Comoren · Congo-Brazzaville · Cookeilanden · Costa Rica · Cuba · Cyprus · Denemarken · Djibouti · Dominica · Dominicaanse Republiek · Duitsland · Ecuador · Egypte · El Salvador · Equatoriaal-Guinea · Estland · Ethiopië · Fiji · Filipijnen · Finland · Frankrijk · Gabon · Gambia · Georgië · Ghana · Grenada · Griekenland · Groot-Brittannië · Guam · Guatemala · Guinee · Guinee-Bissau · Guyana · Haïti · Honduras · Hongarije · Hongkong · Ierland · IJsland · India · Indonesië · Irak · Iran · Israël · Italië · Ivoorkust · Jamaica · Japan · Jemen · Joegoslavië · Jordanië · Kaaimaneilanden · Kaapverdië · Kameroen · Kazachstan · Kenia · Kirgizië · Koeweit · Kroatië · Laos · Lesotho · Letland · Libanon · Liberia · Libië · Liechtenstein · Litouwen · Luxemburg ·  Macedonië · Madagaskar · Malawi · Malediven · Maleisië · Mali · Malta · Marokko · Mauritanië · Mauritius · Mexico · Moldavië · Monaco · Mongolië · Mozambique · Myanmar · Namibië · Nauru · Nederland · Nederlandse Antillen · Nepal · Nicaragua · Nieuw-Zeeland · Niger · Nigeria · Noord-Korea · Noorwegen · Oeganda · Oekraïne · Oezbekistan · Oman · Oostenrijk · Pakistan · Palestina · Panama · Papoea-Nieuw-Guinea · Paraguay · Peru · Polen · Portugal · Puerto Rico · Qatar · Roemenië · Rusland · Rwanda · Saint Kitts en Nevis · Saint Lucia · Saint Vincent en Grenadines · Salomonseilanden · Samoa · San Marino · Sao Tomé en Principe · Saoedi-Arabië · Senegal · Seychellen · Sierra Leone · Singapore · Slovenië · Slowakije · Soedan · Somalië · Spanje · Sri Lanka · Suriname · Swaziland · Syrië · Tadzjikistan · Tanzania · Thailand · Togo · Tonga · Trinidad en Tobago · Tsjaad · Tsjechië · Tunesië · Turkije · Turkmenistan · Uruguay · Vanuatu · Venezuela · Verenigde Arabische Emiraten · Verenigde Staten · Vietnam · Wit-Rusland · Zaïre · Zambia · Zimbabwe · Zuid-Afrika · Zuid-Korea · Zweden · Zwitserland